# Cuddalore (Distrikt)
Der Distrikt Cuddalore (Tamil: கடலூர் மாவட்டம்) ist ein Distrikt des indischen Bundesstaates Tamil Nadu. Verwaltungszentrum des Distrikts ist die namengebende Stadt Cuddalore. Der Distrikt hatte bei der Volkszählung 2011 eine Fläche von 3.703 Quadratkilometern und rund 2,6 Millionen Einwohner.

## Geografie und Klima

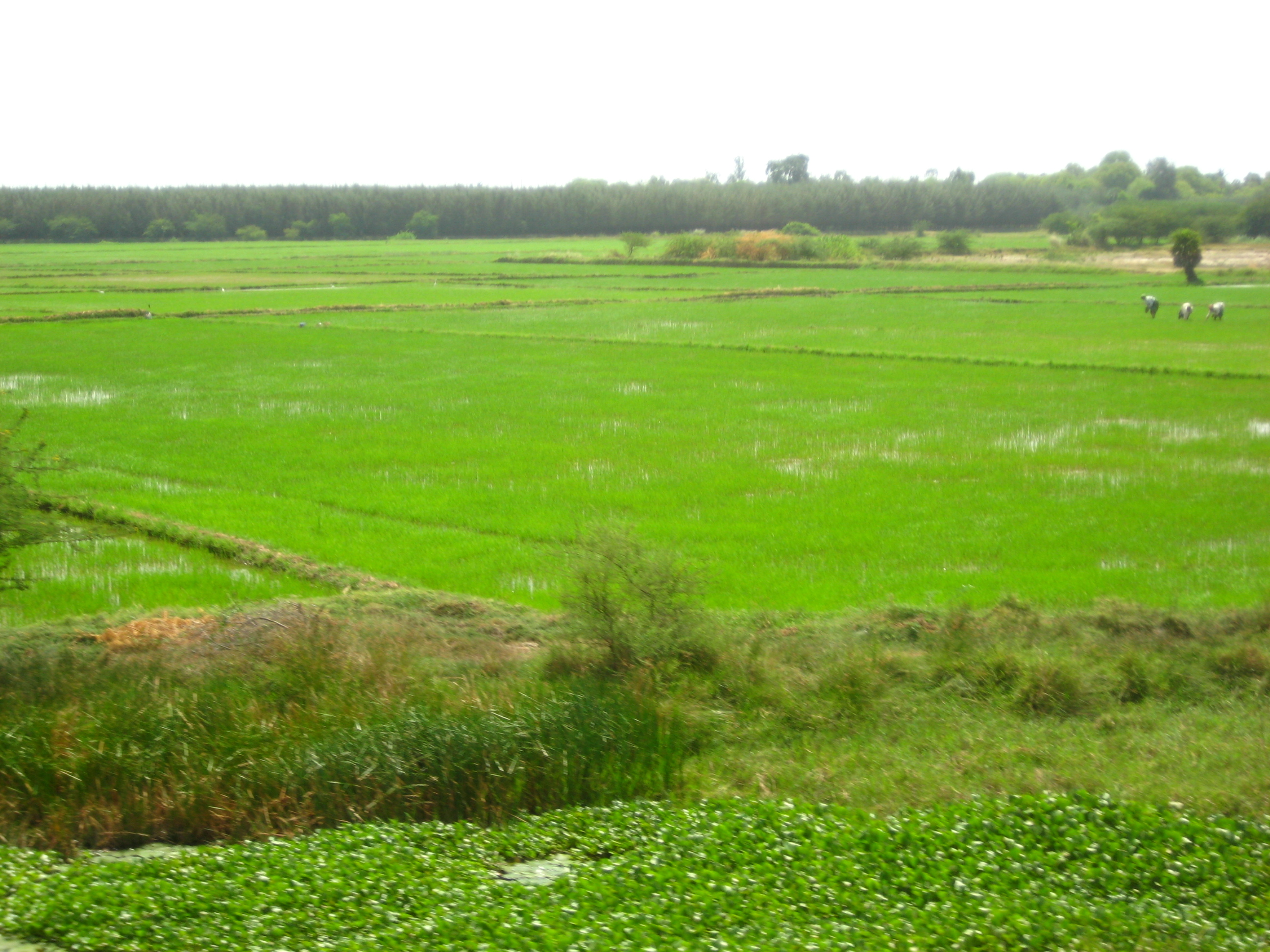
Reisfelder im Distrikt Cuddalore

Der Distrikt Cuddalore liegt an der Koromandelküste im Osten Tamil Nadus. Nachbardistrikte sind Mayiladuthurai im Süden, Ariyalur und Perambalur im Südwesten, Viluppuram im Norden sowie der Distrikt Puducherry des gleichnamigen Unionsterritoriums im Nordosten. Im Osten liegt die Küste des Golfs von Bengalen.
Die Fläche des Distrikts Cuddalore beträgt 3.703 Quadratkilometer. Das Gebiet gehört zur flachen Küstenebene Tamil Nadus. Der Nordteil des Distrikts wird von den Flüssen Ponnaiyar und Gadilam durchflossen, im Südteil fließt der Vellar. Die Grenze zum Distrikt Nagapattinam bildet im Süden der Kollidam, der nördlichste Mündungsarm des Kaveri.
Der Distrikt Cuddalore hat ein heißes Tropenklima mit einer Jahresmitteltemperatur von etwa 28 °C und wird sowohl vom Südwest- als auch vom Nordostmonsun beeinflusst. Der Nordostmonsun dauert von Oktober bis Dezember und bringt die höchste Luftfeuchtigkeit und die meisten Niederschläge mit sich. Er ist zyklonischer Natur und auf eine Reihe von Tiefdruckgebieten zurückzuführen, die sich im Indischen Ozean und im Golf von Bengalen bilden und über die Halbinsel hinwegziehen. Januar bis Februar ist eine vergleichsweise kühlere Zeit. Ihr folgt von März bis Mai die schwüle drückende Sommersaison, gefolgt von der Zeit des Südwestmonsuns, wo es auch wieder verstärkt regnet. Der Jahresniederschlag liegt bei 1086,4 mm, mit erheblichen Schwankungen zwischen den Jahren. Auch innerhalb des Distrikts gibt es Unterschiede. Am regenärmsten ist es in Virudhachalam und am regenreichsten in Chidambaram und Parangipettai.

## Geschichte

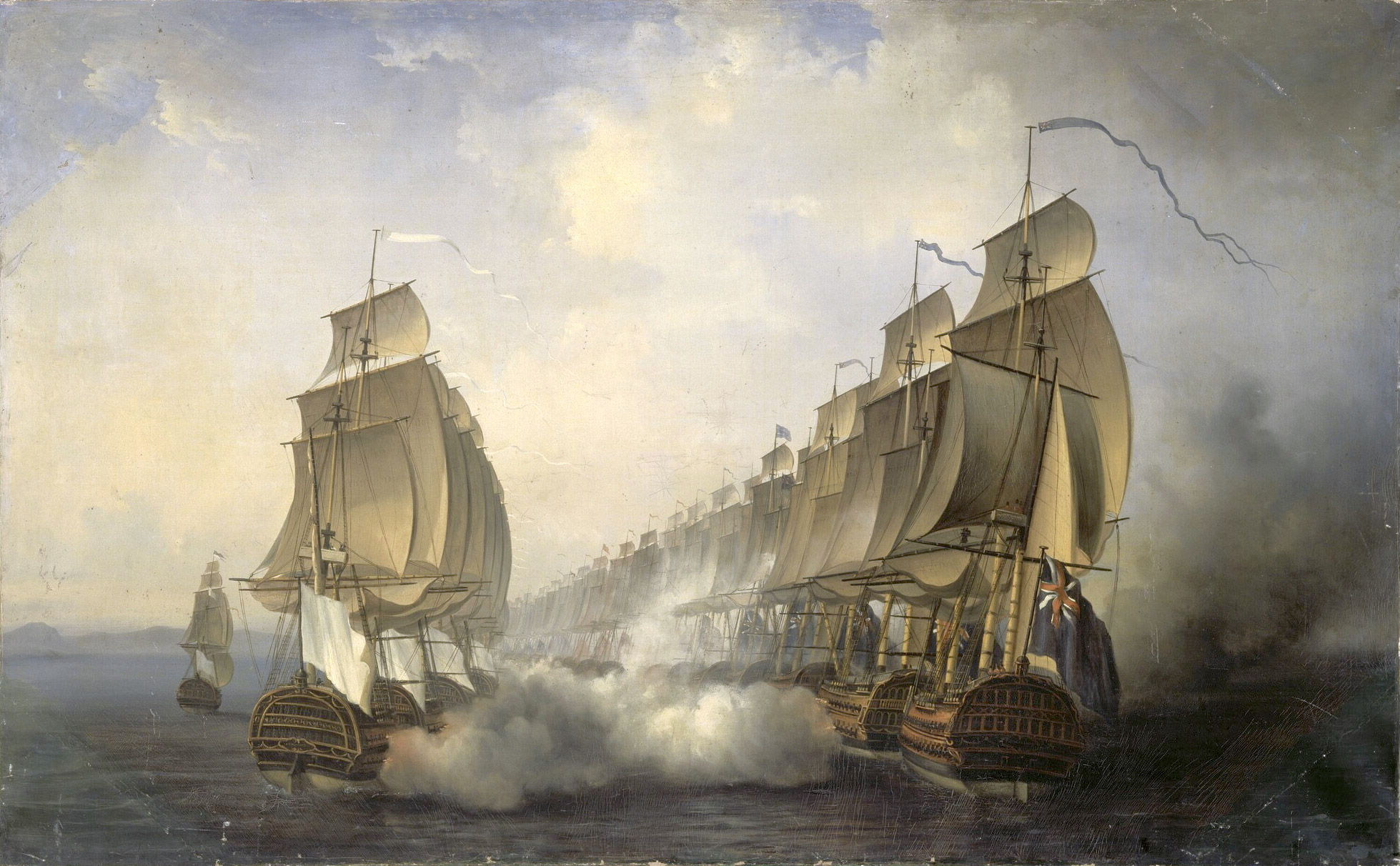
Die Seeschlacht von Cuddalore am 20. Juni 1783 (Gemälde von Auguste Jugelet, 1836)

Das Gebiet des heutigen Distrikts Cuddalore stand im Laufe seiner Geschichte unter der Herrschaft wechselnder Herrschaftsdynastien, darunter der Chola, der Pandya, und des Vijayanagar-Reiches. Im 17. Jahrhundert kam das Gebiet zunächst unter die Kontrolle Bijapurs, dann der Marathen und schließlich der Nawabs von Arcot. Ebenfalls im 17. Jahrhundert gründeten die europäischen Kolonialmächte Niederlassungen an der Küste: Die Franzosen erwarben 1673 das benachbarte Pondicherry, die Britische Ostindien-Kompanie gründete 1690 das Fort St. David in Cuddalore. Im 18. Jahrhundert war das Gebiet des heutigen Distrikts Cuddalore von den Wirren der Karnatischen Kriege betroffen, in denen die Franzosen und Briten und deren Verbündete um die Vorherrschaft in Südindien rangen.
Als der Nawab von Arcot 1801 seine Besitzungen an die Britische Ostindien-Kompanie abtrat, gliederten die Briten das Gebiet von Cuddalore als Teil des Distrikts South Arcot in die Präsidentschaft Madras ein. Nach der indischen Unabhängigkeit 1947 kam South Arcot zum Bundesstaat Madras, der 1956 nach den Sprachgrenzen des Tamil neu formiert und 1969 in Tamil Nadu umbenannt wurde. Am 30. September 1993 wurde der Distrikt South Arcot in die Distrikte Viluppuram und Cuddalore geteilt.
In der Vergangenheit war der Distrikt wiederholt von Überschwemmungen sowie von Zyklonen betroffen, die schwere Zerstörungen anrichteten, so z. B. der Zyklon Nisha im Jahr 2008 und der Zyklon Thane im Dezember 2011. Auch der durch das Erdbeben im Indischen Ozean 2004 ausgelöste Tsunami richtete schwere Schäden an und kostete mehr als 600 Menschen das Leben.

## Bevölkerung

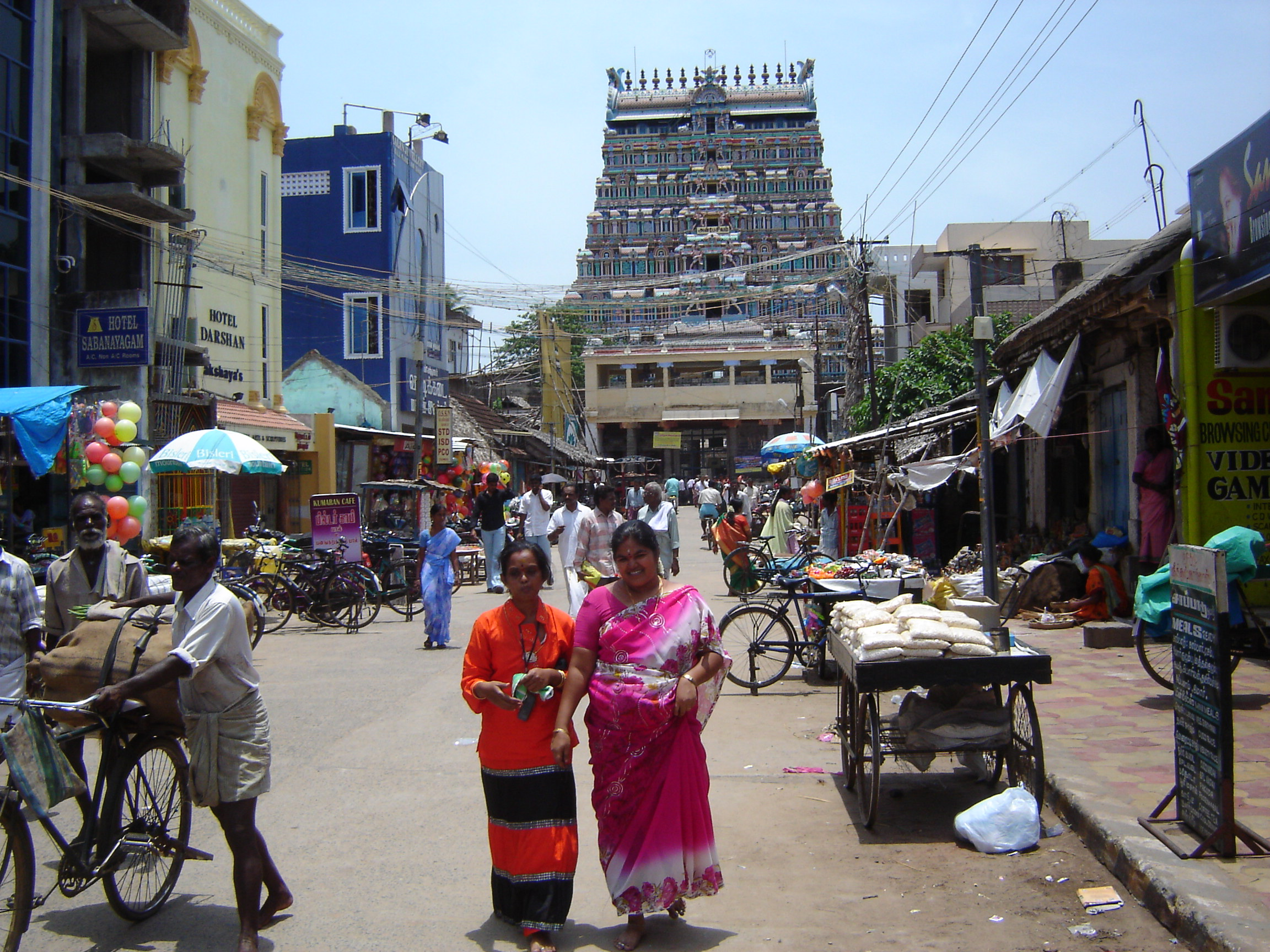
Straßenszene in Chidambaram

Bei der indischen Volkszählung 2011 hatte der Distrikt Cuddalore 2.605.914 Einwohner. Die Bevölkerungsdichte lag mit 704 Einwohnern pro Quadratkilometer über dem Durchschnitt Tamil Nadus (555 Einwohner pro Quadratkilometer). Der Urbanisierungsgrad war dagegen unterdurchschnittlich: 34 Prozent der Einwohner des Distrikts Cuddalore lebten in Städten (Tamil Nadu: 48 Prozent). 29 Prozent der Einwohner des Distrikts waren Angehörige registrierter niederer Kasten (Scheduled Castes). Die Alphabetisierungsquote lag mit 78 Prozent nur wenig unter dem Durchschnitt des Bundesstaates (80 Prozent).
Unter den Einwohnern des Distriktes stellten Hindus bei der Volkszählung 2011 mit 92 Prozent die große Mehrheit. Daneben gab es Minderheiten von Muslimen (5 Prozent) und Christen (3 Prozent). Die Hauptsprache im Distrikt Cuddalore ist wie in ganz Tamil Nadu das Tamil. Bei der Volkszählung 2001 wurde es von 98 Prozent der Einwohner des Distrikts als Muttersprache gesprochen.

## Sehenswürdigkeiten

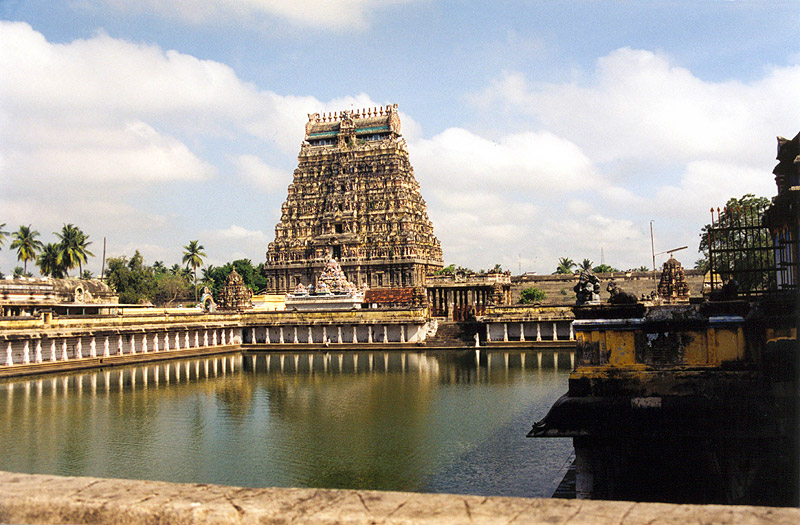
Nataraja-Tempel in Chidambaram

Zum Distrikt Cuddalore gehört die Stadt Chidambaram, rund 40 Kilometer südlich von Cuddalore gelegen. Dem Mythos zufolge soll Gott Shiva als Nataraja („König des Tanzes“) hier seinen kosmischen Tanz aufgeführt haben. Daher ist Chidambaram einer der heiligsten Orte des Hinduismus und ein bedeutendes Pilgerzentrum. Der Nataraja-Tempel von Chidambaram geht auf die Chola-Zeit (9. bis 13. Jahrhundert) zurück und wurde in den folgenden Jahrhunderten erweitert. Er gehört zu den wichtigsten Beispielen für die dravidische Tempelbauarchitektur.
Ein bedeutender Vishnu-Tempel befindet sich in der Stadt Srimushnam. Von touristischem Interesse sind ferner die Mangrovenwälder von Pichavaram.

## Verwaltungsgliederung

### Taluks
Der Distrikt Cuddalore war im Jahr 2022 in zehn Taluks (Subdistrikte) gegliedert: Cuddalore, Panruti, Chidambaram, Kattumannarkoil, Virudhachalam, Thittakudi, Kurinjipadi, Bhuvanagiri, Veppur und Srimushnam.

### Städtische Siedlungen und Zensusstädte
Im Distrikt Cuddalore gab es 2011 fünf Städte mit eigener Stadtverwaltung (Municipalities), 16 nach dem Panchayat-System verwaltete Kleinstädte (Town Panchayats) und acht Zensusstädte (Census Towns). Angegeben ist die Einwohnerzahl nach der Volkszählung 2011.
Municipalities
- Chidambaram (62.153)
- Cuddalore (173.636)
- Nellikuppam (46.678)
- Panruti (60.323)
- Virudhachalam (73.585)

Town Panchayats
- Annamalai Nagar (16.289)
- Bhuvanagiri (21.956)
- Gangaikondan (6.434)
- Kattumannarkoil (27.294)
- Killai (13.608)
- Kurinjipadi (27.471)
- Lalpet (16.561)
- Mangalampet (9.278)
- Melpattampakkam (6.887)
- Parangipettai (25.541)
- Pennadam (19.494)
- Sethiathoppu (8.824)
- Srimushnam (13.971)
- Thorapadi (7.659)
- Tittakudi (22.894)
- Vadalur (39.514)

Zensusstädte
- Gunduuppalavadi (7.281)
- Kondur (12.506)
- Lakshminarayanapuram (12.648)
- Neyveli (105.731)
- Padirikuppam (18.745)
- Pallippadai (6.369)
- Periyakurichi (7.599)
- Usuppur (8.221)